# Xavier Bettel
Xavier Bettel (n. 3 martie 1973, Lëtzebuerg, Luxemburg) este politician liberal din Luxemburg, de profesie jurist. Din 2013 până în 2023 a deținut funcția de prim ministru al țării, ca succesor al lui Jean-Claude Juncker.
Primul său mandat de membru al Camerei Deputaților l-a obținut în anul 1999. Între 2011-2013 a fost primar al orașului Luxemburg.
Din 2013 este președinte al Demokratesch Partei din Luxemburg.

## Vizita în România
În perioada 16-18 iunie 2017 a efectuat o vizită oficială în România, în contextul aniversării a 10 ani de la parteneriatul care a adus orașele Sibiu și Luxemburg în proiectul capitalelor europene ale culturii. Vizita a inclus obiective din București și Sibiu, precum și Biserica evanghelică din Cisnădie. La Cisnădie s-a întâlnit cu membri ai comunității săsești, care vorbesc un dialect similar limbii luxemburgheze.

## Viața privată
În 19 martie 2010 a încheiat o uniune civilă cu partenerul său de viață, arhitectul belgian Gauthier Destenay. După adoptarea legii privind căsătoria între persoane de același sex (la 1 ianuarie 2015), cei doi s-au căsătorit în data de 15 mai 2015. Este primul șef de guvern din Uniunea Europeană care a încheiat o căsătorie între persoane de același sex în timpul mandatului de premier.